# Otachyrium succisum
Otachyrium succisum är en gräsart som först beskrevs av Jason Richard Swallen, och fick sitt nu gällande namn av Tatiana Sendulsky och Thomas Robert Soderstrom. Otachyrium succisum ingår i släktet Otachyrium och familjen gräs. Inga underarter finns listade i Catalogue of Life.